# 양동초등학교 고송분교
양동초등학교 고송분교는 대한민국 경기도 양평군에 있는 공립 초등학교이다.

## 학교 연혁
- 1936년 4월 15일: 개교

## 참고 자료
- 양동초등학교고송분교장 - 한국교육학술정보원 학교알리미